# Rafael Jofresa
Rafael Jofresa Prats (Barcelona, 2 de septiembre de 1966) es un exbaloncestista español de los años 80 y 90 que disputó 21 temporadas en la Liga ACB -Junto con Felipe Reyes, Nacho Azofra y Nacho Rodríguez es el único baloncestista en superar los 700 partidos en la competición.- Con 1,83 metros de altura, jugaba en la posición de base.

## Biografía
De familia de deportistas, es hijo del también exjugador de baloncesto Josep María Jofresa y de la exjugadora de balonmano Lita Prats Gimeno y hermano de Tomás Jofresa.  Formado en las categorías inferiores del Club Joventut de Badalona, debutó en la Liga ACB en 1983, con apenas 17 años, destacando enseguida por su talento y capacidad de dirigir al equipo. En el Joventut desarrolló la mayor parte de su carrera profesional, llegando a jugar un total de 16 temporadas divididas en dos períodos. En el Joventut aglutinó los mayores éxitos de su carrera, ganando una Euroliga, una Copa Korac, dos Ligas ACB y tres Copa Príncipe de Asturias de baloncesto. En el Joventut coincidió con su hermano menor Tomás Jofresa, con el que, curiosamente, se disputaba el puesto de base titular.
En 1996 fichó por el F. C. Barcelona, en el que militó dos temporadas, en las que contribuyó a ganar una Liga ACB y a ser subcampeón de la Euroliga.
Tras una temporada en el Club Bàsquet Girona, en el año 2000 volvió a fichar por el Club Joventut de Badalona, en el que jugó tres temporadas más, aunque en esa segunda etapa no lograría títulos.
En el año 2003 abandonó definitivamente la disciplina del Joventut y volvió a fichar por el Club Bàsquet Girona, donde jugó la última temporada de su larga carrera deportiva.
Una vez retirado de la práctica profesional, el Joventut le rindió homenaje y retiró su camiseta con el dorsal número 5. A su retirada era el jugador que más partidos había disputado en la ACB, con un total de 756. Mantuvo su récord hasta 2018, cuando lo superó Felipe Reyes.
Rafael Jofresa fue internacional absoluto con la Selección de baloncesto de España en 75 ocasiones. Con la Selección participó en la consecución de la medalla de bronce conseguida en el Eurobasket de Zagreb de 1991.
A 24  de enero de  2019 es el secretario general de la Asociación de Baloncentistas Profesionales.

## Logros y reconocimientos

### Selección
- Medalla de bronce en el Eurobasket de Roma'1991, con la selección española de Baloncesto.
- Medalla de bronce en la Universíada de Zagreb'1987, con la selección española Junior de Baloncesto.
- Medalla de plata en el Eurobasket Juvenil de Tubingen'1983, con la selección española Juvenil de Baloncesto.

### Clubes
- 1 Euroliga: 1993-94, con el Club Joventut de Badalona.
- 1 Copa Korac: 1989-90 , con el Club Joventut de Badalona.
- 3 Ligas ACB:

- 2 con el Club Joventut de Badalona: 1991, 1992
- 1 con el F. C. Barcelona: 1997.

- 3 Copas Príncipe de Asturias: 1986-1987, 1988-1989 y 1990-1991, con el Club Joventut de Badalona.